# Waldemar Cucereanu
Waldemar Cucureanu (ur. 25 września 1978 w Alba Iulia) – rumuński bokser, brązowy medalista mistrzostw świata w Houston oraz, brązowy medalista mistrzostw Europy w Permie.

## Kariera
W 1999 roku podczas mistrzostw świata w Houston zdobył brązowy medal w wadze muszej. W finale pokonał go srebrny medalista Omar Andrés Narváez.
W 2002 roku zdobył brąz w wadze koguciej, podczas Mistrzostw Europy w Permie. W półfinale pokonał go złoty medalista Czawazi Chacygow.
Startował również na mistrzostwach świata w 2001 i 2003 roku, jednak bez sukcesów, nie dochodząc nawet do ćwierćfinałów. Nie udało mu też się zakwalifikować na Igrzyska Olimpijskie w Atenach.